# Thomas Fiennes, 9. Baron Dacre

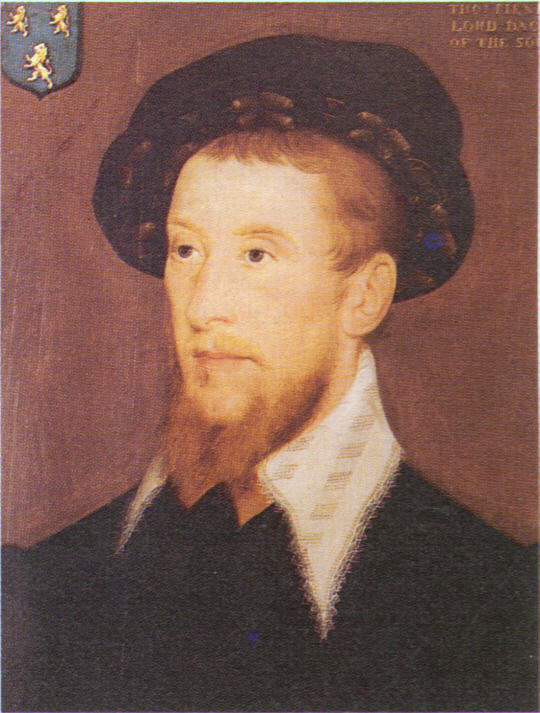
Thomas Fiennes, 9. Baron Dacre

Thomas Fiennes, 9. Baron Dacre (* 1517; † 29. Juni 1541) war ein englischer Peer, der unter Heinrich VIII. hingerichtet wurde.

## Herkunft und familiäres Umfeld
Thomas Fiennes entstammte der alten anglo-normannischen Adelsfamilie Fiennes, die im 15. Jahrhundert die Erbtochter des ebenfalls anglo-normannischen Geschlechts der Barone Dacre (of the South), geheiratet hatte, die seit 1321 auf Grund eines Writ of Summons den erblichen Titel eines Baron Dacre innegehabt hatte. Zur Unterscheidung von einer anderen Linie des Hauses Dacre wurde diese Linie inoffiziell of the South genannt.
Thomas Fiennes war der Enkel und Erbe des 1533 gestorbenen Thomas Fiennes, 8. Baron Dacre, da sein Vater bereits vor seinem Großvater verstorben war. Er selbst war 1517 als Sohn des vorverstorbenen Thomas Fiennes und der Joan Sutton, einer Tochter von Edward Sutton, 2. Baron Dudley, geboren worden.

## Leben
1534 erbte er mit dem Ableben seines Großvaters siebzehnjährig den Titel eines Baron Dacre und wurde Herr des Schlosses Herstmonceux. Zwei Jahre gehörte er zu der Jury, die über Anna Boleyn zu Gericht saß. In den beiden nächsten Jahren war er auch Jurymitglied in den Verfahren gegen Thomas Darcy, 1. Baron Darcy de Darcy, und John Hussey, 1. Baron Hussey of Sleaford, wegen ihrer Beteiligung an der Pilgrimage of Grace, sowie gegen Henry Pole, 1. Baron Montagu, und Henry Courtenay, 1. Marquess of Exeter, wegen der Exeter-Verschwörung.
Er gehörte zu den jungen Edelleuten, die unter Führung von Thomas Howard, 3. Duke of Norfolk, in der Neujahrsnacht 1539/40 Anna von Kleve, die vierte Gemahlin Heinrichs VIII., feierlich einholten.

## Hinrichtung
In der Nacht des 30. April 1541 verließ Lord Dacre mit einer Anzahl junger Edelleute sein Schloss, um im Park des Nicholas Pelham heimlich zu jagen. Auf dem Weg dorthin teilte sich die aus Dacre und sieben Gefährten bestehende Jagdgesellschaft in zwei Gruppen, die dann getrennt in Pelhams Park eindrangen. Ein Teil, der Dacre nicht angehörte, wurde von Pelhams Jagdaufsehern entdeckt. Es kam zu einem Gerangel, bei dem ein Jagdaufseher so schwer verletzt wurde, dass er wenige Tage später verstarb.
Daraufhin wurde die gesamte Gesellschaft des Mordes angeklagt, obwohl der Teil der Gesellschaft, dem Lord Dacre angehört hatte, so offensichtlich unschuldig war, dass der Privy Council lange zögerte, bevor er die Strafverfolgung auch gegen diese, wahrscheinlich auf Druck des Königs, anordnete. Heinrich entschied schließlich, dass der junge Mann zu sterben habe und sein „gestrenger Wille“ brachte seine Räte nicht ohne eine lange und stürmische Debatte zu dieser Entscheidung. Die Strafsache wurde am 27. Juni 1541 im Court of King’s Bench vor dem Lordkanzler Thomas Audley, 1. Baron Audley of Walden, verhandelt. Fiennes beantragte zunächst Freispruch, wurde dann aber von Richtern, die ein Auge auf Dacres Güter geworfen hatten, überredet, sich schuldig zu bekennen und sich der Gnade des Königs zu unterwerfen, um so sein Leben und Eigentum zu retten. Daraufhin empfahl das Gericht den Angeklagten der Gnade des Königs. Der König hatte sich jedoch festgelegt und befahl, Fiennes in den Tower zu werfen und am nächsten Tag auf dem Tower Hill hinzurichten. Der König verschob am nächsten Tag die um 11 Uhr vormittags angesetzte Hinrichtung auf den Nachmittag. Die Exekution von Fiennes und drei seiner Gefährten erfolgte dann am 29. Juni 1541 in Tyburn. Fiennes wurde in der Kirche St. Sepulcre in Snow Hill bestattet, seine Ländereien wurden eingezogen und sein Titel verfiel.
Fiennes hinterließ von seiner Frau Mary Nevill, Tochter von George Nevill, 5. Baron Bergavenny, einen Sohn und eine Tochter. Der verfallene Titel wurde seinem Sohn Gregory (1539–94) 1558 restituiert.